# Rhypagla glareosa
Rhypagla glareosa är en fjärilsart som beskrevs av Philogène Auguste Joseph Duponchel 1842. Rhypagla glareosa ingår i släktet Rhypagla och familjen nattflyn. Inga underarter finns listade.